# Orlando Mondragón
Orlando Mondragón (Ciudad Altamirano, Estado de Guerrero, 4 de abril de 1993) es médico y poeta mexicano. Premio Loewe de poesía 2021.

## Biografía
Orlando Mondragón nació en Ciudad Altamirano, estado de Guerrero, México, el 4 de abril de 1993. Licenciado en Medicina y Cirugía por la Universidad Autónoma Metropolitana Unidad Xochimilco, actualmente se encuentra cursando la especialidad de psiquiatría en Ciudad de México .

## Trayectoria
Con su primer poemario, 'Epicedio al padre', ganó el premio de poesía joven Alejandro Aura en 2017. Ha sido becario en diversos programas de educación literaria.

## Obras

### Poesía
Epicedio al padre, premio de poesía joven Alejandro Aura, 2017.
Cuadernos de patología humana, premio Loewe, 2021.